# Lispe rigida
Lispe rigida är en tvåvingeart som först beskrevs av Becker 1903.  Lispe rigida ingår i släktet Lispe och familjen husflugor. Inga underarter finns listade i Catalogue of Life.